# 111468 Альба Реджіа
111468 А́льба Ре́джіа (111468 Alba Regia) — астероїд головного поясу, відкритий 23 грудня 2001 року.
Тіссеранів параметр щодо Юпітера — 3,207.